# Дровосечки
«Дровосечки» (англ. Lumberjanes) — серия комиксов, которую в 2014—2020 годах издавала компания Boom! Studios.

## Синопсис
Действие происходит в летнем лагере. Джо, Эйприл, Молли, Мэл и Рипли — главные героини — становятся свидетелями того, как таинственная старуха превращается в медведицу, и, следуя за ней в лес, они сталкиваются со враждебной стаей трёхглазых сверхъестественных лисиц. Девушки ставят перед собой задачу разгадать тайны, окружающие лагерь.

## Коллекционные издания
| Название                                        | ISBN           | Дата выхода      | Комментарии                              |
| ----------------------------------------------- | -------------- | ---------------- | ---------------------------------------- |
| Lumberjanes Vol. 1: Beware The Kitten Holy      | 978-1608866878 | 7 апреля 2015    | собраны выпуски #1-4                     |
| Lumberjanes Vol. 2: Friendship To The Max       | 978-1608867370 | 13 октября 2015  | собраны выпуски #5-8                     |
| Lumberjanes Vol. 3: A Terrible Plan             | 978-1608868032 | 5 апреля 2016    | собраны выпуски #9-12                    |
| Lumberjanes Vol. 4: Out Of Time                 | 978-1608868605 | 12 июля 2016     | собраны выпускиs #14-17                  |
| Lumberjanes Vol. 5: Band Together               | 978-1608869190 | 13 декабря 2016  | собраны выпуски #13 & 18-20              |
| Lumberjanes Vol. 6: Sink or Swim                | 978-1608869541 | 11 апреля 2017   | собраны выпуски #21-24                   |
| Lumberjanes Vol. 7: A Bird’s-Eye View           | 978-1684150458 | 12 декабря 2017  | собраны выпуски #25-28                   |
| Lumberjanes Vol. 8: Stone Cold                  | 978-1684151325 | 20 февраля 2018  | собраны выпуски #29-32                   |
| Lumberjanes, Vol. 9: On a Roll                  | 978-1608869572 | 24 июля 2018     | собраны выпуски #33-36                   |
| Lumberjanes Vol. 10: Parents' Day               | 978-1684152780 | 11 декабря 2018  | собраны выпуски #37-40                   |
| Lumberjanes, Vol. 11: Time After Crime          | 978-1684153251 | 2 апреля 2019    | собраны выпуски #41-44                   |
| Lumberjanes, Vol. 12: Jackalope Springs Eternal | 978-1684153800 | 30 июля 2019     | собраны выпуски #45-48                   |
| Lumberjanes, Vol. 13: Indoor Recess             | 978-1684154500 | 24 декабря 2019  | собраны выпуски #49-52                   |
| Lumberjanes, Vol. 14: X Marks the Spot          | 978-1684155507 | 26 мая 2020      | собраны выпуски #53-56                   |
| Lumberjanes, Vol. 15: Birthday Smarty           | 978-1684155514 | 18 августа 2020  | собраны выпуски #57-60                   |
| Lumberjanes, Vol. 16: Mind over Mettle          | 978-1684156160 | 22 декабря 2020  | собраны выпуски #61-64                   |
| Lumberjanes, Vol. 17: Smitten in the Stars      | 978-1684156672 | 9 февраля 2021   | собраны выпуски #65-68                   |
| Lumberjanes, Vol. 18: Horticultural Horizons    | 978-1684156986 | 25 мая 2021      | собраны выпуски #69-72                   |
| Lumberjanes, Vol. 19: A Summer to Remember      | 978-1684156993 | 24 августа 2021  | собраны выпуски #73-74                   |
| Lumberjanes, Vol. 20: End of Summer             | 978-1684157433 | 9 ноября 2021    | собраны выпуски #75 и «End of Summer»    |
| Lumberjanes: Bonus Tracks                       | 978-1684152162 | 3 апреля 2018    | сборник коротких рассказов               |
| Lumberjanes: Campfire Songs                     | 978-1684155675 | 5 мая 2020       | сборник коротких рассказов               |
| Lumberjanes: To The Max Edition, Volume 1       | 978-1608868094 | 8 декабря 2015   | твёрдый переплёт; собраны выпуски #1-8   |
| Lumberjanes: To The Max Edition, Volume 2       | 978-1608868896 | 13 сентября 2016 | твёрдый переплёт; собраны выпуски #9-16  |
| Lumberjanes: To The Max Edition, Volume 3       | 978-1684150038 | 13 июня 2017     | твёрдый переплёт; собраны выпуски #17-24 |
| Lumberjanes: To The Max Edition, Volume 4       | 978-1684151837 | 12 июня 2018     | твёрдый переплёт; собраны выпуски #25-32 |
| Lumberjanes: To The Max Edition, Volume 5       | 978-1684153121 | 26 февраля 2019  | твёрдый переплёт; собраны выпуски #33-40 |
| Lumberjanes: To The Max Edition, Volume 6       | 978-1684154944 | 24 марта 2020    | твёрдый переплёт; собраны выпуски #41-48 |

## Отзывы
На сайте Comic Book Roundup серия имеет оценку 7,9 из 10 на основе 291 рецензии. Мэрикейт Джаспер из Comic Book Resources, обозревая дебют, назвала его «очаровательным». Её коллега Дженнифер Ченг, рецензируя ваншот «Beyond Bay Leaf», посчитала, что «его эмоциональная глубина делает комикс запоминающимся». Лэн Питтс из Newsarama дал первому выпуску 8 баллов из 10 и написал, что «мультяшный стиль» Аллена «идеально подходит для такого комикса». Меган Питерс из ComicBook.com, рассматривая ваншот «End of Summer», отметила, что он отличается «своим осторожным темпом, который даёт каждой из его героинь шанс проявить себя».

### Награды и номинации
| Год  | Награда            | Категория                  | Результат | Пр.                 |
| ---- | ------------------ | -------------------------- | --------- | ------------------- |
| 2015 | Премия Айснера     | Best New Series            | Победа    | [ 9 ] [ 10 ] [ 11 ] |
| 2015 | Премия Айснера     | Best Publication for Teens | Победа    | [ 9 ] [ 10 ] [ 11 ] |
| 2015 | GLAAD Media Awards | Outstanding Comic Book     | Номинация | [ 12 ]              |
| 2016 | GLAAD Media Awards | Outstanding Comic Book     | Победа    | [ 13 ]              |
| 2017 | GLAAD Media Awards | Outstanding Comic Book     | Номинация | [ 14 ]              |
| 2018 | GLAAD Media Awards | Outstanding Comic Book     | Номинация | [ 15 ]              |
| 2019 | GLAAD Media Awards | Outstanding Comic Book     | Номинация | [ 16 ]              |
| 2020 | GLAAD Media Awards | Outstanding Comic Book     | Номинация | [ 17 ]              |

## Адаптации
По состоянию на май 2015 года компания 20th Century Fox работала над адаптацией с живыми актёрами. В августе 2016 года Эмили Кармайкл была назначена режиссёром фильма. В августе 2019 года проект был отменён компанией Disney, купившей 21st Century Fox. В октябре 2020 года HBO Max выиграла тендер на создание анимационной адаптации. Продюсером часового спецвыпуска, представляющего персонажей, будет Стивенсон. Она также будет писать сценарии и режиссировать эпизоды для всего мультсериала, выступая в качестве исполнительного продюсера. Кроме того, Росс Ричи и Стивен Кристи из Boom! Studios будут исполнительными продюсерами вместе с Метте Норкьяер, Шеннон Уоттерс, Грейс Эллис и Бруклином А. Алленом.